# Gagrella aurantiaca
Gagrella aurantiaca is een hooiwagen uit de familie Sclerosomatidae.